# Violetta Parr
Violetta Parr è un personaggio immaginario dei film d'animazione Pixar Gli Incredibili - Una "normale" famiglia di supereroi e Gli Incredibili 2.

## Biografia del personaggio
Violetta ha debuttato in Gli Incredibili come la primogenita di Bob ed Helen Parr, una coppia di supereroi in pensione noti al mondo come Mr. Incredible ed Elastigirl. Il personaggio ha due fratelli più piccoli: Flash e Jack-Jack. Studentessa delle superiori con le capacità sovrumane di diventare invisibile e creare campi di forza, Violetta è timida e insicura, e preferirebbe essere un'adolescente "normale", trovando difficile adattarsi ai suoi coetanei. Helen riprende il lavoro di supereroina alla ricerca di Bob e Violetta sale indipendentemente con Flash sul jet che la madre sta pilotando. Quando il jet viene attaccato dai missili di Sindrome, Violetta non riesce a creare un campo di forza abbastanza grande da proteggere i suoi passeggeri; l'aereo viene abbattuto e la famiglia viene bloccata sull'isola di Sindrome. Helen lascia Violetta e Flash nascosti in una grotta, incoraggiando Violetta a usare i suoi poteri ogni volta che sia necessario. Violetta e Flash vengono inseguiti dagli scagnozzi di Sindrome, costringendola ad usare i suoi poteri per difendere se stessa e suo fratello per la prima volta; inizia a realizzare il suo pieno potenziale mentre si sforza di padroneggiare le sue capacità, che in precedenza aveva ampiamente soppresso. Violetta è di aiuto fondamentale per fuggire dalla tana di Sindrome. Una volta che Jack-Jack viene salvato da Sindrome, Violetta usa un campo di forza per proteggere la sua famiglia dai detriti che cadono dal getto distrutto. Alla partita di Flash, Violetta finalmente trova il coraggio di chiedere a Tony un appuntamento.
Violetta ritorna nel sequel del film Gli Incredibili 2, in cui ricopre un ruolo più importante. Il film segue Violetta che lotta per essere contemporaneamente adolescente e supereroina. Tony assiste a lei e la sua famiglia che combattono, scoprendo la vera professione di Violetta quando inconsapevolmente si toglie la maschera in sua presenza, spingendolo a scappare. Violetta protegge la sua famiglia da un'esplosione grazie al suo campo di forza più potente mai creato. L'agente governativo Rick Dicker cancella i ricordi di Tony sull'evento e cancella inavvertitamente anche i suoi ricordi della ragazza, costringendola ad affrontare le conseguenze. La storia di Violetta ruota attorno alle sue lotte con angoscia adolescenziale, ragazzi e appuntamenti; mentre la madre Helen, che è stata reclutata da una coppia di imprenditori per riparare l'immagine pubblica dei supereroi nella speranza di legalizzarli di nuovo, lascia Violetta e i suoi fratelli a carico di Bob, che cerca di consolare la figlia. Sebbene inizialmente così risentita per il fatto che Dicker abbia cancellato i suoi ricordi a Tony al tal punto da rinunciare alla sua professione, alla fine Violetta offre aiuto quando si rende conto di quanti sforzi stia facendo suo padre per aiutare i suoi figli. Alla fine del film, Violetta si presenta nuovamente a Tony. Proprio mentre i due personaggi stanno per iniziare il loro primo appuntamento, Violetta si allontana momentaneamente da lui in modo che possa aiutare la sua famiglia a combattere il crimine, ma gli promette di raggiungerlo.

## Sviluppo

### Creazione e casting
Brad Bird ha concepito Violetta come "un'adolescente che vuole solo essere invisibile". Nelle prime bozze della sceneggiatura, Violetta era raffigurata come una bambina anziché un'adolescente, dal momento che i genitori Bob ed Helen erano originariamente destinati ad essere presentati come supereroi in pensione che avevano appena iniziato il loro tentativo di vivere una vita normale. Violetta è doppiata in lingua originale dall'attrice e doppiatrice americana Sarah Vowell, che ha confessato che le è stato offerto il ruolo inaspettatamente. Bird l'ha scoperta attraverso una sua apparizione radiofonica nel programma This American Life. Vowell si era già guadagnata una certa reputazione per aver rifiutato diversi lavori di doppiaggio prima de Gli Incredibili, al tal punto che il suo agente aveva avvertito Bird di non perdere tempo proponendole il ruolo. Tuttavia, Vowell ha affermato che aveva evitato ruoli vocali semplicemente perché aveva trovato pochi progetti animati particolarmente interessanti prima de Gli Incredibili.

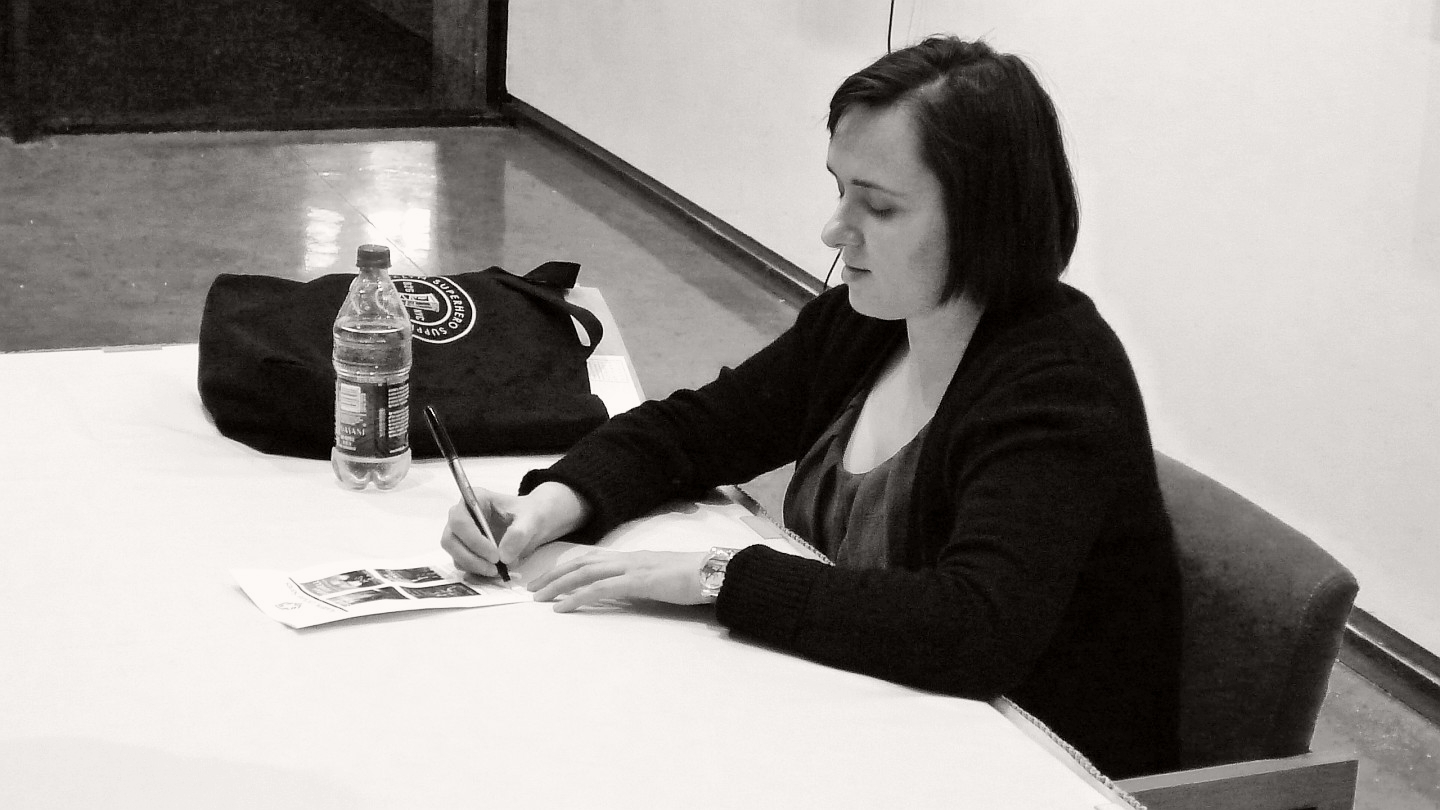
Violetta, in lingua originale, è doppiata dall'attrice e doppiatrice Sarah Vowell.

Nonostante un'iniziale esitazione perché non aveva mai doppiato un personaggio animato, Vowell ha accettato il ruolo dopo aver ricevuto un'e-mail dal produttore del film, accettando di partecipare perché apprezza il lavoro della Pixar e di Bird. Vowell alla fine ha accettato il ruolo dopo aver visto una sola immagine del personaggio che le era stata inviata: un disegno di Violetta circondata dai suoi compagni di scuola, i quali sembrano tutti felici e socievoli a parte lei, che invece si nasconde dietro i capelli. Vowell si è rispecchiata in quest’immagine.

### Doppiaggio
Vowell ha ritenuto il processo di doppiaggio in qualche modo simile al lavorare in radio, a parte il fatto che il processo richiedeva una maggiore posizione, gestualità e una collaborazione con un regista. Per la scena in cui Violetta e l'aereo della sua famiglia si schiantano nell'oceano, Vowell beveva dell'acqua mentre gorgogliava e deglutiva per simulare il suono di una persona che sta annegando. Nonostante abbia usato un asciugamano come bavaglino, Vowell si è comunque notevolmente bagnata durante il processo. Vowell ha ritenuto il processo di produzione di suoni non verbali come ridere, sbadigliare e urlare in seguito al segnale fosse la componente più difficile del doppiaggio. Durante la sua prima sessione di registrazione, Vowell ha registrato le urla del suo personaggio verso la fine delle sessioni di registrazione, al fine di preservare la sua voce, definendo il processo "divertente".
Vowell ha trovato l'opportunità di doppiare una supereroina "elettrizzante" perché si considera "più un film di Woody Allen vivente" a causa delle sue paure di guidare e nuotare. Vowell ha realizzato un documentario sul suo lavoro per il film, intitolato Vowellet: An Essay of Sarah Vowell, che è incluso nel DVD del primo film. Per il secondo film, a Vowell non era stato permesso di leggere l'intera sceneggiatura mentre registrava i suoi dialoghi; infatti, fino alla sua uscita, pensava che la trama ruotasse attorno alla rabbia di Violetta contro il padre. Nonostante i 14 anni che separano l'uscita del primo film da quella del secondo, Vowell non ha trovato difficile riprendere il ruolo, definendo Violetta come un personaggio a cui si sente "strettamente legata".

### Personalità e design
Bird è sempre stato più interessato a sviluppare le personalità dei personaggi principali del film che i loro superpoteri. Descrivendo il personaggio come una giovane ragazza che preferirebbe se le altre persone evitassero di guardarla, Bird ha capito che alcune adolescenti tendono ad essere insicure e difensive, quindi le ha assegnato le capacità di diventare invisibile e di creare scudi protettivi. Secondo Vowell, i poteri dell'invisibilità e dei campi di forza di Violetta sono, proprio come per il resto della sua famiglia, "psicologicamente rappresentativi di quella che è"; un'adolescente che desidera rimanere nascosta e protetta. Inoltre, il compositore Michael Giacchino ha sviluppato una traccia per Violetta che ha descritto come "timida e misteriosa".
Sebbene i film siano ambientati all'incirca negli anni '50 e '60, il direttore artistico Bryn Imagire ha scelto di usare uno stile più moderno nel guardaroba di Violetta, capendo che i vestiti li che le giovani ragazze indossavano in quel periodo non erano adatti alla personalità timida del personaggio. La maggior parte degli abiti del personaggio durante il primo film sono di varie tonalità del colore viola, alludendo al suo nome, ma verso la fine del film indossa una maglia rosa per dimostrare il suo cambiamento positivo. Per il sequel, la crescente complessità dei campi di forza di Violetta ha richiesto agli animatori di creare nuovi effetti; sebbene rimangano visivamente simili al primo film, hanno dichiarato che: "Violetta è in grado di fare di più con i suoi poteri, quindi abbiamo dovuto capire come questa caratteristica modifichi il loro aspetto".

### Capelli
Per il primo film, sono stati sviluppati e implementati nuovi programmi e approcci per aiutare gli animatori ad animare i lunghi capelli neri di Violetta, che si sono rivelati il soggetto più difficile da padroneggiare per loro. Gli animatori inizialmente hanno faticato a replicare l'interpretazione molto dettagliata dell'artista incaricato Kent Melton dei capelli di Violetta.
Per la maggior parte della produzione del film, il modello del personaggio di Violetta era completamente calvo. Il produttore John Walker ha spesso supplicato gli animatori di creare un abbozzo di capelli al personaggio, ma loro rispondevano: "I capelli sono ancora teorici". Gli animatori hanno resistito alla tentazione di dare al personaggio un'acconciatura più corta e più gestibile, insistendo nel mantenere i capelli lunghi di Violetta perché la sua lunghezza giocava un ruolo significante nel suo arco narrativo.
I capelli di Violetta hanno richiesto agli animatori un totale di sei mesi per il rendering completo. Gli animatori hanno creato cinque diverse acconciature da utilizzare per il personaggio durante i vari momenti del film, che sono poi state modificate per adattarsi alle diverse circostanze e condizioni ambientali come la pioggia, il vento e la gravità zero dei suoi campi di forza. Alla fine, i capelli di Violetta sono diventati uno dei più grandi successi del film. La difficoltà che circondava i capelli di Violetta ha influenzato l'acconciatura del personaggio di Mirage, che in origine era piuttosto lunga finché agli animatori era stato richiesto di crearne una variazione più breve e fredda a causa della quantità di tempo e sforzo utilizzata per creare i capelli di Violetta. Grazie ai progressi tecnologici dell'animazione, gli animatori del sequel sono stati in grado di rivisitare e replicare il design originale e più intricato di Melton per i capelli di Violetta, che "scorrono molto più liberamente" nel secondo film.

## Caratterizzazione e temi

### Insicurezza, introversione e sarcasmo
Inizialmente raffigurata come una ragazza timida e socialmente ritirata, Violetta trova difficile adattarsi ai suoi coetanei e preferisce quindi rimanere inosservata. Secondo Alissa Wilkinson di Rolling Stone, il desiderio del personaggio di "nascondersi è familiare praticamente a chiunque sia mai stato un adolescente". Per quasi tutto il primo film, tende a nascondersi dietro i suoi lunghi capelli neri, che nascondono gran parte del suo viso. Indossa colori scuri, che rappresentano il fatto che può essere un personaggio particolarmente lunatico. A volte il suo aspetto e il suo guardaroba di colori scuri possono essere descritti come "gotici". Un autore di IGN ha paragonato il modo in cui i capelli di Violetta coprono il suo viso all'attrice Veronica Lake. Tuttavia, la sua autostima e le sue capacità migliorano con l'avanzare del film: alla fine non si nasconde più dietro i suoi capelli, usando una fascia per tenerli indietro e adottando un guardaroba più colorato.
Secondo la descrizione ufficiale del personaggio nei comunicati stampa del secondo film, Violetta è socialmente imbarazzante, schietta, sarcastica, intelligente e riservata, mentre il sito della Pixar la descrive come "una tipica ragazza timida, insicura, bloccata tra l’essere bambina e l’essere donna". Secondo Daphne Carr, Violetta aderisce al "tipo di ragazza introversa e introspettiva". Oliver Lyttelton di IndieWire ha paragonato Violetta con il personaggio dell'attrice Thora Birch Enid nel film Ghost World. Jeff Otto di IGN ha paragonato Violet all'adolescente gotica Lydia Deetz (Winona Ryder) del film Beetlejuice.
Nel secondo film, i personaggi femminili hanno un ruolo più centrale nella trama. Todd McCarthy di The Hollywood Reporter ha osservato che Violetta ha iniziato a "spalancare le ali". Tuttavia, rimane un'adolescente imbarazzante; il film esplora la sua "adolescenza, follia mentale" e la prima delusione amorosa, a cui reagisce consumando gelato e gettando i suoi vestiti. A volte, Violetta è così preoccupata delle proprie lotte che non riesce a notare alcune delle situazioni che riguardano il resto della sua famiglia, sebbene riconosca l'importanza di quest’ultima. Secondo Heather Mason di Syfy Wire, il ruolo di Violetta nel sequel è quello di "rompere la tensione e riportare i supereroi alla realtà".
Come suo fratello, spesso si arrabbia con l'insistenza della madre sul fatto che la famiglia non debba utilizzare i propri poteri per nessun motivo, nel tentativo di vivere come persone "normali". Allo stesso tempo, tuttavia, Violetta e Flash hanno punti di vista differenti sull'argomento: a Violetta inizialmente non piace avere poteri, mentre Flash adora i suoi, quindi litigano costantemente sulle loro differenze.

## Poteri e abilità
Violetta nasce con le capacità sovrumane di rendersi invisibile e creare campi di forza, l'ultima delle quali tenta ancora di dominare all'inizio del primo film. I suoi poteri rispecchiano la personalità di un'adolescente imbarazzata che non ama l'attenzione e preferirebbe evitare di essere guardata, così come la sua natura isolata e protettiva. Secondo il critico cinematografico del The New York Times A. O. Scott, i poteri di Violetta "sono metafore della sua timidezza e disconnessione". Diversi giornalisti concordano sul fatto che le capacità di Violetta rispecchiano i desideri della maggior parte delle ragazze adolescenti. La stessa Vowell si è trovata d’accordo con questa teoria. Violetta usa i suoi poteri sia in battaglia che per nascondersi in situazioni scomode.
Il primo film segue Violetta mentre impara a controllare i suoi poteri. La bassa autostima di Violetta si manifesta nel loro uso. Kundert-Gibbs attribuisce l'inettitudine di Violetta alla mancanza di energia, che l'autore crede si rifletta anche nei suoi capelli lisci e piatti e nella sua postura rilassata. Tuttavia, Sweeney sostiene che l'incapacità di Violetta di proiettare improvvisamente un campo di forza di tale portata è dovuta al fatto che non è ancora abituata ai suoi poteri, il cui uso le era stato negato per molto tempo. Dopo aver salvato se stessa e i suoi figli, Helen si scusa con Violetta per averla costretta a compiere un'impresa così grande, ma allo stesso tempo la avverte che non possono più permettersi di dubitare delle loro capacità, assicurando a sua figlia che lei ha un potenziale nascosto. IGN ha definito il discorso di Helen di empowerment femminile, mentre Vowell ha chiamato la scena un momento "drammatico" in cui Violet indossa la maschera e diventa "un’eroina" per la prima volta. Alla fine Violetta impara a dominare le sue abilità. Mari Ness di Tor.com crede che la graduale accettazione da parte di Violetta dei suoi poteri rafforzi il concetto che "la felicità arriva solo dopo che le persone accettano lo straordinario".
Violetta può usare la sua invisibilità per rendersi totalmente o parzialmente invisibile a suo piacimento. Edna disegna un costume per Violetta che diventa automaticamente invisibile insieme alla ragazza. I campi di forza di Violetta consistono di energia psichica, e vengono creati usando la sua mente. Tipicamente sferica, può usare i campi per circondare se stessa e chiunque sia disposto a proteggere. Migliorando le sue capacità nel corso dei film, Violetta diventa abile al tal punto che può creare molte più cose con i suoi campi e diventa capace di manipolarle per creare vari effetti. Tuttavia, una forza contundente particolarmente pesante può potenzialmente far collidere la parete del suo scudo con lei all'impatto e dissiparsi, lasciandola vulnerabile agli attacchi. Inoltre, Violetta è stata anche definita altamente intellettuale.

I poteri di Violetta sono spesso paragonati a quelli della Donna Invisibile dei Fantastici Quattro.

I poteri di Violetta sono molto simili a quelli della Donna Invisibile, una supereroina della Marvel e membro fondatrice della squadra di supereroi dei Fantastici Quattro. I fan del film hanno rapidamente trovato somiglianze tra i due personaggi da quando il primo film è stato distribuito nel 2004.

## Accoglienza
Violetta è stata accolta positivamente dalla critica. Jennifer Frey del The Washington Post ha descritto Violetta come "immediatamente familiare, l'adolescente che si dispera per il ragazzo carino, combatte con il suo fratellino ed è incerta di se stessa". Oltre a elogiare la decisione di Pixar di scegliere Vowell come doppiatrice, Joshua Tyler di CinemaBlend ha chiamato Violetta il suo "personaggio preferito" del primo film, lodando i suoi "momenti degni di pelle d'oca, quando inizia ad accettare chi è". Lodando la multidimensionalità dei personaggi del film in generale, Julia Emmanuele di Hollywood.com ha osservato che, attraverso Violetta, il pubblico "capisce quanto può essere strano e insicuro essere un adolescente, anche senza l'aggiunta di superpoteri". Per Vulture.com, Abraham Riesman ha descritto il lavoro di Vowell come "formidabile". Oltre a lodare il doppiaggio, Carla Meyer del San Francisco Chronicle ha scritto che il personaggio "è il membro più simpatico della famiglia". Jonathon Dornbush di IGN ha citato "il senso di isolamento e incomprensione di Violetta" tra i motivi principali per cui il primo film rimane "profondamente riconoscibile e duraturo" e "uno dei migliori della Pixar".
Germain Lussier di io9 ha chiamato il personaggio come "probabilmente una delle parti migliori del secondo film", scrivendo che il suo "viaggio attraverso l'adolescenza non solo le dà un grande arco narrativo, ma anche alcuni momenti davvero esilaranti e imbarazzanti". Barry Hertz di Globe and Mail ha trovato il design e l'animazione di Violetta particolarmente impressionanti, in particolare la scena in cui si asciuga i capelli bagnati dove ha dichiarato che si può "intravedere il futuro dell'animazione, in cui il reale e l'irreale si fondono l'uno nell'altro". Patricia Puentes di CNET ha apprezzato che il ruolo di Violetta nel film funge da empowerment alle ragazze adolescenti, elogiando la sua decisione di ri-presentarsi a Tony.
Alcuni critici hanno sostenuto che il personaggio fosse utilizzato troppo poco nel sequel. Mike Sorrentino, per il CNET, ha scritto che l'enfasi del film su Helen e Bob fa sì che Violetta sia "relegata in disparte per la maggior parte del film", opinione condivisa anche da Tim Grierson dello Screen Daily. Per ScreenRant, Molly Freeman ha osservato che l'arco del personaggio "esiste in gran parte per arricchire la trama di Bob". Ha aggiungo che, mentre la trama di Violetta offriva "una grande quantità di potenziale", Freeman ha criticato il suo utilizzo di essere "ridotto alla sua vita sentimentale o ad una sfida da superare per Bob". Tuttavia, il critico ha riconosciuto che a Violetta vengono fornite diverse opportunità "per dimostrare i suoi poteri visivamente convincenti".

### Riconoscimenti
L'interpretazione di Vowell si è dimostrata particolarmente popolare tra le giovani donne e le ragazze adolescenti, da cui la donna continua a ricevere opinioni positive. Cosmic Book News ha incoronato Violetta "la regina-teen del sarcasmo", mentre Michelle Lima di Oh My Disney ha elogiato le abilità comiche della Vowell. Ana Luisa Suarez di Hollywood.com ha considerato il sarcasmo di Violetta come uno dei "15 motivi per cui Gli Incredibili è il miglior film sui supereroi". Rolling Stone ha classificato Violetta centesima tra i migliori personaggi della Pixar, mentre Hypable l'ha definita la terza migliore supereroina del secondo film.
Pajiba l'ha classificata nona tra i migliori personaggi femminili della Pixar. IndieWire e The Playlist hanno ritenuto l'interpretazione della Vowell la diciannovesima migliore della Pixar.